# Егнації (рід)
Егнації — патриціанський рід у Стародавньому Римі. Мав самнитське походження. Його представники займали різні магістратури в період Республіки та Імперії. Мали когномени Целер та Руф.

## Найвідоміші Егнації
- Геллій Егнацій, у 298 році до н. е. очільник самнитів під час 3-ї Самнитської війни.
- Марій Егнацій, один з вождів італіків під час Союзницької війни 90-88 років до н. е.
- Гней Егнацій, консул 147 року до н. е., проконсул у Македонії, побудував військову дорогу з Діррахіума до Візантія.
- Марк Егнацій Руф, еділ 20 року до н. е., претор 19 року до н. е., учасник заколоту проти імператора Октавіана Августа.
- Публій Егнацій Целер, філософ часів Нерона та Веспасіана.
- Марк Егнацій Марцелін, консул-суффект 116 року.
- Марк Егнацій Постум, консул-суффект 183 року.
- Луцій Егнацій Віктор, консул-суффект 207 року.
- Егнація Марініана, 2-га дружина імператора Валеріана.